# Falconaire (Teksas)
Falconaire je naseljeno mjesto za statističke potrebe u američkoj saveznoj državi Teksas. Prema popisu stanovništva iz 2010. u njemu je živjelo 132 stanovnika.